# 茨城県立勝田特別支援学校
茨城県立勝田特別支援学校（いばらきけんりつ かつたとくべつしえんがっこう 英称：Katsuta Prefectural School for Special Needs Education）は、茨城県ひたちなか市にある公立特別支援学校。知的障害者を教育の対象とする。

## 概要
ひたちなか市に1979年に開校され、小学部、中学部、高等部を設置する。茨城東病院に入院する重症心身障害児に対する訪問教育も実施している。

## 設置学部
- 小学部
- 中学部
- 高等部

## 沿革
- 1979年4月1日 - 茨城県立勝田養護学校開校。当初は小学部と中学部のみ設置した。
- 1980年4月1日 - 高等部設置。
- 2012年4月1日 - 「茨城県県立特別支援学校の指定に関する規程」の改定により、校名を「茨城県立勝田特別支援学校」と改めた。